# 무함마드 샤이바니
아불 파스 무함마드(페르시아어: شیبک خان ازبک)는 후에 샤이바니 칸이라고 불리는 인물(1451년대 - 1510년 12월 2일)로, 1500년부터 우즈베크족의 칸이었다. 그는 전임자들이 추구한 우즈벡 부족들의 통합을 위한 노력을 계승하였으며, 지배권을 유지하기 위해 트란스옥시아나에 나라를 건국했다.
무함마드 샤이바니는 조부 아불 하이르 칸이 죽은 이후 여러 지역을 떠돌아다니다 티무르조에서의 망명 생활을 거쳐 1487년 모굴 칸국의 마흐무드 칸의 신하가 되었다. 마흐무드 칸으로부터 야씨시의 통치를 위임 받은 후 샤이바니는 흩어져 있언 우즈벡 유목민들을 재규합할 수 있었다. 그리고 그는 1500년 카자흐 세력과 휴전하고 트란스옥시아나 정복에 나섰다.
1500년, 샤이바니는 할아버지인 아불 하이르 칸이 그랬듯 티무르 왕조를 사마르칸드에서 쫓아냈다. 이후 그는 티무르 왕조의 지도자 바부르─무굴 제국의 창시자─에 대한 여러 번의 공격을 성공적으로 이끌었다. 1505년 그는 사마르칸드를 재점령하고, 1506년에는 부하라를 점령했으며, 1507년에는 헤라트마저 점령하여 샤이바니 제국을 세우는데 성공했다. 1508 - 9년 그는 북쪽의 카자흐 칸국을 공격하고 약탈을 행했다. 하지만 1510년, 카심 칸이 이끄는 카자흐인들에게 대패했다.
당시 이란의 사파비 왕조의 샤 이스마일 1세는 샤이바니의 성공에 위협을 느껴 우즈벡인들에 적대적 태도를 보이기 시작한다. 샤 이스마일은 1510년 대규모의 원정군을 이끌고 호라산의 메르브에 체류 중이었던 샤이바니를 기습했다. 당시 샤이바니는 카자흐 칸국과 하자라족에 대한 군사원정을 마치고 군대를 해산한 상태였다. 그의 신하들은 병력이 열세임을 이유로 퇴각해 지원군을 기다릴 것을 주장했으나, 그는 이를 무시했다. 우즈벡 군대는 크게 패하고 샤이바니는 전사했다.(메르브 전투)
이스마일은 샤이바니 칸의 두개골을 술잔으로 만들어 오스만 제국의 바예지드 2세에게 선물로 보냈다.
샤이바니가 죽었을 때 우즈벡인들은 트란스옥시아나 전역을 지배하고 있었다. 샤이바니가 죽은 뒤 바부르는 이스마일에게 한자다 베굼을 석방해줄 것을 요청했고, 그녀는 아들과 함께 바부르의 궁정으로 왔다. 이런 까닭에 샤이바니의 자리가 그의 삼촌, 조카, 형제 등에게 전해진 것이다. 샤이바니 왕조는 1687년까지 호라즘(즉, 히바)를 다스렸다.